# Stanisława Komarowa
Stanisława Stanisławowna Komarowa; ros. Станислава Станиславовна Комарова (ur. 12 czerwca 1986 w Moskwie), rosyjska pływaczka, specjalizująca się w stylu grzbietowym, medalistka olimpijska, mistrzostw Europy i Świata.
Jej największym sukcesem jest srebrny medal na Igrzyskach Olimpijskich 2004 w Atenach na dystansie 200 m stylem grzbietowym.